# Specific Media
Specific Media est une régie publicitaire américaine fondée à Irvine (Californie) en juillet 1999 par Tim, Chris et Russell Vanderhook. Elle acquiert le réseau social Myspace en juin 2011.
Viant, propriétaire de Specific Media, est racheté par Time Inc. le 11 février 2016.